# Simple Pleasure
Simple Pleasure — четвёртый студийный альбом британской инди-группы Tindersticks, выпущенный в 1999 году на лейбле Island Records. В чарте Греции альбом достиг четвёртого места, в чарте Великобритании — 36-го места.

## Об альбоме
В Simple Pleasure заметно усиление блюз- и джаз- звучания, по сравнению с предыдущими работами группы.

## Список композиций
1. «Can We Start Again?» — 3:51
2. «If You’re Looking for a Way Out» — 5:06
3. «Pretty Words» — 3:18
4. «From the Inside» — 2:54
5. «If She’s Torn» — 5:43
6. «Before You Close Your Eyes» — 6:15
7. «(You Take) This Heart of Mine» — 4:23
8. «I Know That Loving» — 5:48
9. «CF GF» — 6:10

## Участники записи
- Стюарт Степплс (Stuart Staples) — вокал, гитара
- Дэвид Боултер (David Boulter) — клавишные
- Нейл Фрезер (Neil Fraser) — гитара
- Дикон Хинчклифф (Dickon Hinchliffe) — скрипка
- Марк Колвилл (Mark Colwill) — бас
- Элистар Маколей (Alistair Macaulay) — ударные